# Xavier de Maistre
Xavier de Maistre (Chambéry, 8 de novembro de 1763 – São Petersburgo, 12 de junho de 1852) foi um escritor Francês, mais conhecido pelo seu famoso livro Viagem ao redor do meu quarto, e sua continuação, Expedição noturna ao redor do meu quarto.
De Maistre teve carreira militar e, em 1792, passou a lutar ao lado dos russos, chegou a patente de general no exército russo.
Em 1805 tornou-se diretor da biblioteca do Museu Real de São Petersburgo. Casou-se também com uma nobre russa, Sophie Zagriatzky, dama de honra da czarina.
Também foi um dos escritores que influenciou as obras de Machado de Assis.